# Черепаниха (Тотемский район)
Черепаниха — деревня в Тотемском районе Вологодской области.
Входит в состав Погореловского сельского поселения, с точки зрения административно-территориального деления — в Маныловский сельсовет (остальные 8 населённых пунктов этого сельсовета, расположенные на другом берегу Сухоны, вошли в состав Толшменского сельского поселения).
Расположена на левом берегу реки Сухона. Расстояние до районного центра Тотьмы по автодороге — 63 км, до центра муниципального образования деревни Погорелово  по прямой — 13 км. Ближайшие населённые пункты — Слобода и Красное на противоположном берегу реки, Котельное.
По переписи 2002 года население — 33 человека (11 мужчин, 22 женщины). Преобладающая национальность — русские (97 %).